# Ken Duken
Ken Duken, né le 17 avril 1979 à Heidelberg (Allemagne), est un acteur allemand.

## Filmographie

### À la télévision
- 2001 : Sauve ta peau (Rette deine Haut) de Lars Becker : Rudi Novak
- 2003 : Daddy de Giacomo Battiato : Jürgen Müller
- 2003 : Imperium: Augustus (en) de Roger Young : Marcus Vipsanius Agrippa
- 2004 : La Fuite des innocents de Leone Pompucci : Josef Belzer
- 2005 : Karol, l'homme qui devint Pape de Giacomo Battiato : Adam Zielinski
- 2006 : La Belle et le Pirate, téléfilm allemand en deux parties réalisé par Miguel Alexandre : Klaus Störtebeker
- 2007 : Guerre et Paix de Robert Dornhelm : Anatole Kouraguine
- 2007 : Ali Baba et les Quarante Voleurs de Pierre Aknine : Séraphin
- 2008 : Résolution 819 de Giacomo Battiato : Thom Karremans
- 2010 : Pie XII, sous le ciel de Rome de Christian Duguay : Theodor Dannecker
- 2011 : Das Wunder von Kärnten d'Andreas Prochaska : Markus Höchstmann
- 2011 : Carl & Bertha de Till Endemann : Carl Benz
- 2011 : Le Naufrage du Laconia de Uwe Janson : Le commandant Werner Hartenstein
- 2013 : Air Force One ne répond plus de Cilla Ware : Petrovic
- 2015 : Max e Hélène de Giacomo Battiato : Thomas Koeller
- 2015 : Arletty, une passion coupable, téléfilm biographique français coécrit et réalisé par Arnaud Sélignac : Hans Jürgen Soehring
- 2016 : Tatort, épisode HAL : David Bogmann
- 2016 : Tempel, série allemande : Mark Tempel
- 2017 : Counterpart : Spencer
- 2018 : Les Rivières pourpres, épisodes  La Dernière Chasse et Jugement Dernier : Nikolas Kleinert
- 2018 : Le Parfum de Philipp Kadelbach : Roman Seliger
- 2020 : Professionals de Bharat Nalluri : Kurt Neumann
- 2021 : Destin : La Saga Winx (saison 2) : Andreas d'Eraklyon
- 2021 : Alger Confidentiel de Frédéric Jardin : Ralf Eley

### Publicité
- 2017 : Sennheiser Audiophile Range

### Au cinéma
- 1999 : Schlaraffenland : Laser
- 2000 : Der Kanacke : Der Deutsche
- 2000 : Gran Paradiso : Mark
- 2001 : 100 Pro : Floh
- 2001 : Feindesland : Soldat
- 2002 : Benny X
- 2002 : Hit and Run : Max
- 2002 : Kiss and Run : Max
- 2003 : From Another Point of View : Ed
- 2003 : Zur Hölle mit Dir : Mark
- 2003 : Nitschewo : Jim
- 2004 : Tödlicher Umweg : Adrian
- 2005 : Eine andere Liga : Toni - Trainer
- 2008 : 1 1/2 Ritter - Auf der Suche nach der hinreißenden Herzelinde : Wärter
- 2008 : Max Manus, opération sabotage : Kriminalrat Siegfried Fehmer
- 2009 : Distanz : Daniel Bauer
- 2009 : Inglourious Basterds : German Soldier  /  Mata Hari
- 2009 : Fire! : Ian
- 2009 : Zweiohrküken : Ralf
- 2010 : Der Antrag : Marc
- 2010 : Kajinek : Bukovsky
- 2011 : One Last Game : Gellert
- 2011 : On the Inside : Marco Held
- 2011 : Chalet Girl : Mikki
- 2011 : My Last Day Without You : Niklas
- 2011 : Die Beobachtung : Man under Observation
- 2012 : Die Männer der Emden : Karl Overbeck
- 2012 : D'une vie à l'autre : Sven Solbach
- 2013 : Robin Hood : Alexander Scholl
- 2013 : Banklady : Kommissar Fischer
- 2014 : Frei : Dr. Viktor Voss
- 2014 : Northmen - A Viking Saga : Thorald
- 2014 : Coming In : Robert
- 2015 : Frau Müller muss weg! : Patrick Jeskow
- 2015 : Treppe Aufwärts : Beyer
- 2016 : Conni & Co. : Jürgen
- 2016 : Løvekvinnen : Andrej
- 2017 : Berlin Falling : Frank
- 2017 : A Rose in Winter : Hans Lipps
- 2017 : Conni und Co 2 - Das Geheimnis des T-Rex : Jürgen Klawitter